# Éternel retour (concept nietzschéen)
Pour les articles homonymes, voir Éternel retour.
L'éternel retour (en allemand : die Ewige Wiederkunft), ou l'éternel retour du même, est un concept philosophique originellement héraclitéen et stoïcien, repris par la pensée nietzschéenne.

## Historique

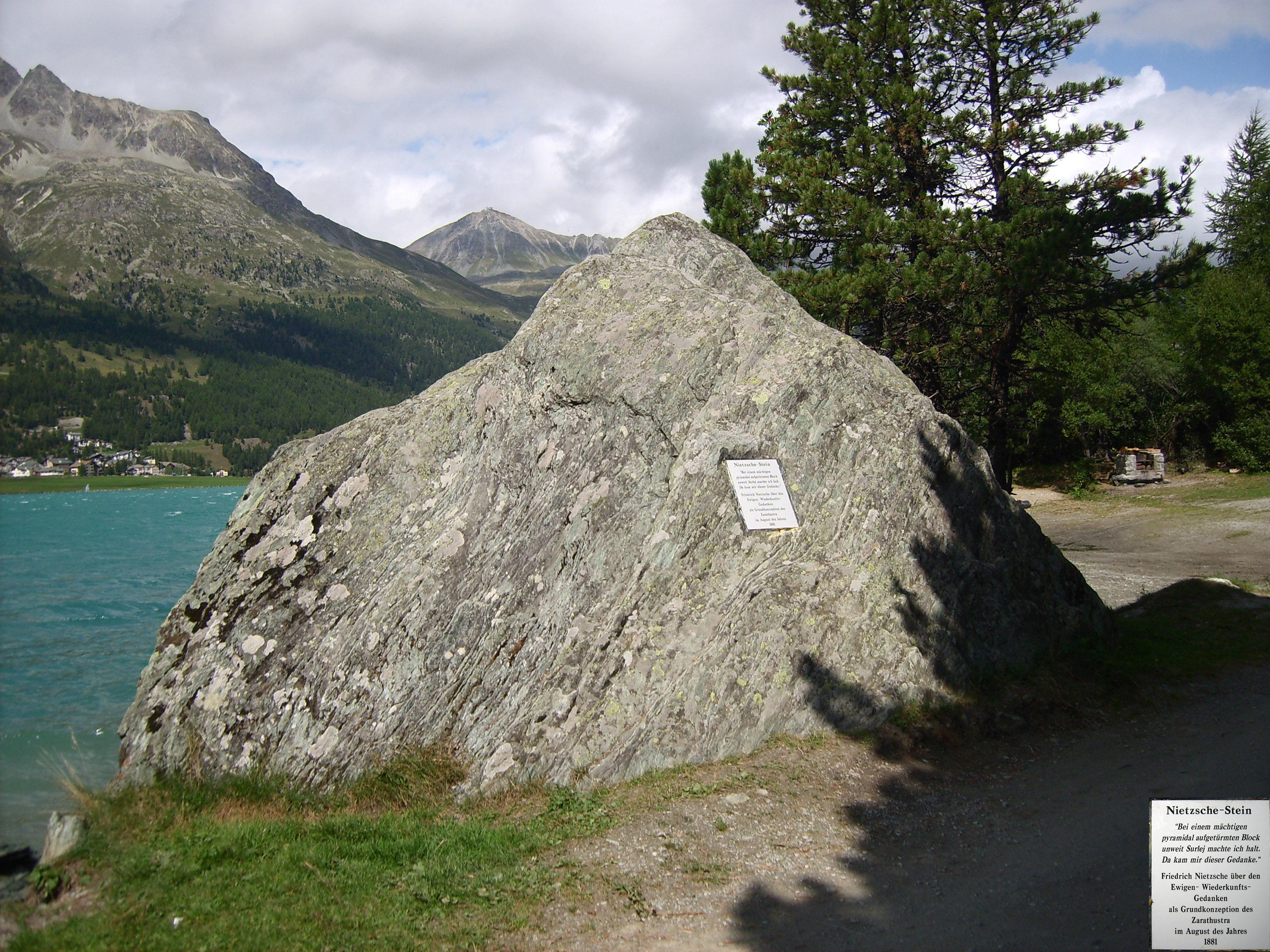
Le « rocher de Nietzsche », au bord du lac de Silvaplana.

Nietzsche était philologue de formation et connaissait donc déjà très bien la philosophie antique lorsqu'il a écrit son premier ouvrage, La Naissance de la tragédie, en 1872. Au début des années 1880, la lecture du philosophe Otto Caspari (de) a pu jouer
un rôle, suivant une hypothèse de Paolo D'Iorio. Il se peut aussi que, comme le suggère notamment Alfred Fouillée, Nietzsche ait pris connaissance des théories de Louis-Auguste Blanqui.
Selon le récit qu'il en fait lui-même dans Ecce homo, c'est en août 1881 que Nietzsche redécouvre l'idée de l’éternel retour, lors de son premier séjour à Sils-Maria, dans la Haute-Engadine, en Suisse :

« Je veux raconter maintenant l’histoire de Zarathoustra. La conception fondamentale de l’œuvre, l’idée de l’Éternel Retour, cette formule suprême de l’affirmation, la plus haute qui se puisse concevoir, date du mois d’août de 1881. Elle est jetée sur une feuille de papier avec cette inscription : À 6 000 pieds par delà l’Humain et le temps. Je parcourais ce jour-là la forêt, le long du lac de Silvaplana ; près d’un formidable bloc de rocher qui se dressait en pyramide, non loin de Surlei, je fis halte. C’est là que cette idée m’est venue. »

Les Fragments posthumes du Gai Savoir (été 1881-été 1882) confirment que c'est en 1881-1882 qu'il élabore cette idée. Elle apparait dans l'aphorisme 341 du Gai Savoir, publié en 1882 :

« — Que serait-ce si, de jour ou de nuit, un démon te suivait une fois dans la plus solitaire de tes solitudes et te disait : « Cette vie, telle que tu la vis actuellement, telle que tu l’as vécue, il faudra que tu la revives encore une fois, et une quantité innombrable de fois ; et il n’y aura en elle rien de nouveau, au contraire ! [...] » »

Comme relevé par Martin Heidegger (Essais et conférences, p. 139), c'est dans le livre III d'Ainsi parlait Zarathoustra (écrit en janvier 1884), au chapitre intitulé « De la vision et de l’énigme », que se trouve le premier exposé de l’éternel retour fait par Zarathoustra :

« Il dit : « Comment ? Était-ce là la vie ? Allons ! Recommençons encore une fois ! » »

L'idée est explicitée dans un autre chapitre de l'ouvrage, « Le convalescent » :

« Je reviendrai, avec ce soleil et cette terre, avec cet aigle et ce serpent, — non pour une vie nouvelle, ou une meilleure vie, ou une vie ressemblante ;

— à jamais je reviendrai pour cette même et identique vie, dans le plus grand et aussi bien le plus petit, pour à nouveau de toutes choses enseigner le retour éternel, — »

Dans les textes publiés, hormis les deux passages — aphorisme 341 du Gai Savoir et livre III du Zarathoustra — qui en donnent l'expression, l'éternel retour ne fait l'objet que de mentions relativement rares, récits rétrospectifs ou références allusives ; par contraste, les fragments posthumes lui consacrent des développements nombreux et fournis, dont l'écriture s'étend de l'été 1881 jusqu'aux dernières années de l'œuvre. La richesse de ces textes, jointe à la forme très particulière que prend l'exposé de l'éternel retour dans l'œuvre publiée, a favorisé une très grande diversité d'interprétations de cette pensée.

## Aspects et interprétations

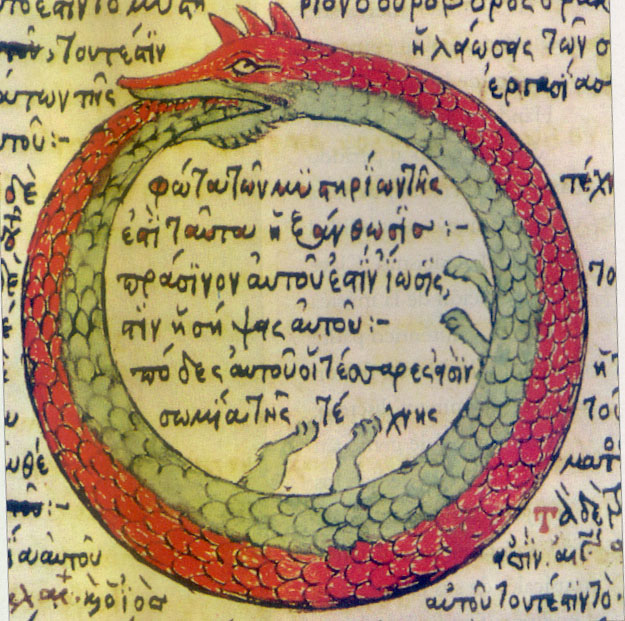
Représentation médiévale d'un ouroboros, dragon ou serpent qui se mord la queue, symbole de l'éternel retour.

### Signification éthique
Selon une lecture exclusivement éthique comme celle de Patrick Wotling, l'idée de l'éternel retour pourrait se résumer en un simple précepte : « mène ta vie en sorte que tu puisses souhaiter qu’elle se répète éternellement ».
Une telle conception est très éloignée des notions de résurrection ou de réincarnation présentes dans certaines religions : de fait, dans ses écrits publiés, qui entretiennent avec le discours religieux un rapport constant de parodie, Nietzsche ne semble pas vouloir faire tenir pour vraie la possibilité de revivre à l’infini sa propre vie. Ce n'est que dans des fragments posthumes qu'il s'efforce à démontrer la plausibilité de cette perspective ; à considérer l'œuvre publiée, elle constituerait plutôt pour lui une expérience de pensée,, pierre de touche pour la valeur de sa propre existence. Ainsi, pour de nombreux penseurs de la fin du XIXe siècle en Allemagne, époque phare du pessimisme, le bilan que la plupart des hommes feraient au soir de leur vie suffit à prouver l’absurdité de l’existence (Le Gai Savoir, aphorisme no 36, « Dernières paroles »). Si en effet la mort venait nous voir ce jour même en nous annonçant que notre heure est venue mais que nous pouvons décider, au lieu de sombrer dans le néant, de revivre à l’infini et dans ses moindres détails toute la vie que nous avons menée jusqu’ici, il y a fort à parier que nous préfèrerions retourner au néant — c'est ce que Nietzsche appelle le nihilisme incomplet, par opposition au nihilisme complet qu'il propose, celui qui caractérise le surhumain. Aussi faut-il tâcher de vivre de telle sorte que l’on puisse souhaiter que chaque instant se reproduise éternellement.
Le nihilisme (i.e. l’absence d’être) constitue dans cette pensée un état normal, et non pas uniquement un symptôme de faiblesse face à l’absurdité de l’existence. Le but de ce nihilisme extrême est de proposer une pensée sélectrice, qui rende nécessaire la transformation des évaluations traditionnelles de la morale et de la religion. Penser l’éternel retour se présente alors comme l’état maximal de la puissance humaine ; c’est par cette pensée assumée jusqu’en ses ultimes conséquences qu’advient le surhomme. En ce sens, la volonté de puissance découle de la pensée de l’éternel retour.

### Rapport avec les spiritualités extrême-orientales
Le rapport entre Nietzsche et les spiritualités extrême-orientales n'est pas anodin : Arthur Schopenhauer est l'un de ses plus grands inspirateurs, tout en étant l'un de ses rivaux en popularité. 
Sur le plan éthique, le point de vue nietzschéen est contraire à celui adopté par le bouddhisme ou le jaïnisme et qu'exprime notamment la notion de saṃsāra : dans ces spiritualités, le sage aspire à se libérer du cycle des renaissances successives ; il cherche la paix, le repos et la disparition des désirs (nirvana). Nietzsche, pour sa part, exalte la lutte, tout comme Héraclite, d'après qui « la guerre [nom masculin en grec ancien] est le père de toute chose, et de toute chose il est le roi » ; être en bonne santé, être plein de vigueur, c'est être prêt à se battre et à affronter la souffrance, de sorte que ceux qui cherchent le repos sont malades – ils ne veulent plus vivre. Le temps qui importe n'est pas à venir, c'est le temps présent, la vie telle que nous la connaissons. C'est un temps que nous mettons à profit si nous le consacrons à ce qu'Aristote aurait nommé notre entéléchie.
L’éternel retour nietzschéen se distingue également sur un autre point des anciennes conceptions cycliques — par exemple, le cycle des réincarnations tel qu’il est exposé dans les textes hindous : si la loi du karma lie l’existence future d’un être à son existence passée et proclame une relation de débiteur à créancier de l’homme à lui-même (l’existence sert à payer les erreurs d’une existence passée), Nietzsche, pour sa part, nie toute dette et toute faute, et conçoit le devenir cyclique par delà bien et mal. Le devenir est ainsi justifié, ou, ce qui revient au même, on ne peut l’évaluer d’un point de vue moral.

### Dimension métaphysique
L'éternel retour, compris à la façon d'Héraclite et des stoïciens, a une implication métaphysique : quand bien même l'individu sombrerait dans le néant et n'aurait qu'une seule vie, le monde, lui, ne cesserait jamais de répéter les mêmes schémas, éternellement. Couplée à la critique que Nietzsche fait de la notion d'individualité, le surhumain est alors celui qui embrasse pleinement cette lutte éternelle, celle de la volonté de puissance, qui constituerait  le monde.
Ces considérations trouveront des échos dans le texte « Notre destin et les lettres » de Paul Valéry, dans des passages de Vol de nuit d'Antoine de Saint-Exupéry (« Il s'agit de les rendre éternels ») ou chez André Malraux, également grand admirateur de l'Inde. On peut aussi en retrouver une trace dans toute œuvre accomplie en commun pour établir quelque chose qui survit à l'individu, et sera ensuite repris par d'autres ; de la construction des pyramides à celle des cathédrales, ou même de l'open source et de Wikipédia, cela peut être vu comme relevant de cet état d'esprit, qui consiste à apporter sa modeste part à une œuvre elle-même surhumaine et transcendant ainsi le vécu de l'homme.

### Argumentation ontologique et hypothèses scientifiques
Nietzsche n'a pas seulement affirmé l’éternel retour comme volonté de puissance la plus haute : selon Paolo D'Iorio, la pensée de l'éternel retour a constitué le cadre ontologique dans lequel il a trouvé l'expression même de « volonté de puissance ».
De fait, les interprétations strictement éthiques se concilient mal avec les fragments posthumes où Nietzche s'efforce de donner à l'éternel retour une plausibilité scientifique : en 1881, peu après l'apparition de cette pensée, il cherche à en construire un argumentaire d'ordre cosmologique, en s'appuyant sur les théories physiques d'alors.
L’éternel retour peut être déduit du concept de volonté de puissance, en admettant certains axiomes :
- l’être n’existe pas, i.e. l’Univers n’atteint jamais un état final, il n’a pas de but (ce qui implique aussi le rejet de tout modèle mécanique) ;
- en conséquence, l’Univers n’est ni devenu ni à devenir – il n’a jamais commencé à devenir (c’est entre autres le rejet du créationnisme) ;
- l’Univers est fini (reconnaissance que l’idée d’une force infinie est absurde et reconduirait à la religion) ;
- la volonté de puissance est une quantité de force ; or, selon les points précédents, l’Univers est composé d’un nombre fini de forces et le temps est un infini ;
- donc, toutes les combinaisons possibles doivent pouvoir revenir un nombre infini de fois.

En 1886-1887, Nietzsche affirme toujours que l'éternel retour est « la plus scientifique de toutes les hypothèses possibles »,. Il reste que ce type d’argumentation est entièrement absent de l'œuvre publiée ; cette absence fait elle-même l'objet d'explications diverses, du concours de circonstances (abandon de son projet d'études scientifiques à la suite de sa séparation d'avec Lou Andreas-Salomé et Paul Rée) au choix délibéré (refus de s'appuyer sur la valeur de vérité).
Par ailleurs, l'édition critique de La Volonté de puissance montre que Nietzsche critiquait l'hypothèse d'univers multiples telle qu'elle avait été formulée par Johann Gustav Vogt (de). Il a pu être considéré que ce faisant, il aurait comme bridé sa pensée en ne considérant, à travers l’éternel retour du même, que l’éternel retour de sa destinée telle qu’elle fut accomplie. En effet, dans cette éternelle succession d’embrasements (ekpurosis) puis de renaissances de l’univers, ce n’est pas seulement notre univers qui serait amené à réapparaître éternellement, mais tous les autres univers possibles et donc divergents. Entre les retours du même, c’est tout ce qui est possible comme diverses sortes d’univers qui serait irrésistiblement appelé à apparaître. En conséquence, concernant nos existences personnelles, il nous faudrait aussi considérer la multiplication de nos destinées, et de leur retour éternel à elles aussi.